# Euplokamis dunlapae
Euplokamis dunlapae är en kammanetart som beskrevs av Mills 1987. Euplokamis dunlapae ingår i släktet Euplokamis och familjen Euplokamidae. Inga underarter finns listade i Catalogue of Life.